# المنهج المقارن
المنهج المقارن هو المنهج الذي يعتمد على المقارنة في دراسة الظاهرة حيث يبرز أوجه الشبه والاختلاف فيما بين ظاهرتين أو أكثر، ويعتمد الباحث من خلال ذلك على مجموعة من الخطوات من أجل الوصول إلى الحقيقة العلمية المتعلقة بالظاهرة المدروسة. وتستعين العلوم القانونية بالمنهج المقارن في الكثير من الدراسات، وذلك من خلال مقارنة مؤسسات قانونية بمؤسسات قانونية في نظم قانونية أخرى.